# Pawieł Mostowienko
Pawieł Nikołajewicz Mostowienko (ros. Павел Николаевич Мостовенко, ur. 22 maja 1881 we wsi Bolszaja Orda w guberni permskiej, zm. 15 marca 1938) – rosyjski rewolucjonista, radziecki polityk.

## Życiorys
Do 1901 studiował w Petersburskiej Akademii Wojskowo-Medycznej, z której po wstąpieniu do SDPRR został usunięty. W 1901 zesłany do Permu, następnie zwolniony, 1905 zesłany do Tweru pod nadzór policji, w 1917 członek Rady Piotrogrodzkiej, przewodniczący Rady Piotrogrodzkiej na Froncie Rumuńskim, w październiku 1917 zastępca członka Moskiewskiego Rewolucyjnego Komitetu Wojskowego, później przewodniczący Komitetu Wykonawczego Moskiewskiej Rady Delegatów Żołnierskich i członek Prezydium Rady Moskiewskiej. W 1918 prowadził podziemną działalność komunistyczną na Ukrainie, 1919 sekretarz ufijskiego gubernialnego komitetu RKP(b), pełnomocnik WCIK i KC RKP(b) do zorganizowania Baszkirskiej ASRR, od 1 marca 1921 do 9 maja 1922 pełnomocny przedstawiciel (ambasador) RFSRR na Litwie. Od 9 grudnia 1922 do 14 lutego 1923 przedstawiciel dyplomatyczny RFSRR w Czechosłowacji, 1925-1927 dyrektor Akademii Przemysłowej i członek Północno-Zachodniego Biura KC RKP(b)/WKP(b), 1927-1930 rektor Moskiewskiej Wyższej Szkoły Technicznej im. Baumana, później odpowiedzialny pracownik Ludowego Komisariatu Przemysłu Ciężkiego ZSRR.
10 grudnia 1937 aresztowany, 15 marca 1938 skazany na śmierć przez Wojskowe Kolegium Sądu Najwyższego ZSRR pod zarzutem szpiegostwa i rozstrzelany. 28 maja 1955 pośmiertnie zrehabilitowany.